# Therasia ophelia
Therasia ophelia är en snäckart som först beskrevs av Ludwig Pfeiffer 1855.  Therasia ophelia ingår i släktet Therasia och familjen Charopidae. Inga underarter finns listade i Catalogue of Life.